# نظرسنجی
نظرسنجی یک بررسی تحقیقاتی از افکار عمومی انسان‌ها در مورد یک موضوع خاص است. نظرسنجی‌ها معمولاً برای نشان دادن نظرات یک جمعیت با پرسیدن یک سری سؤالات و سپس تحلیل پاسخ‌ها بر پایهٔ روش‌های آماری انجام می‌شوند.

## کلیات
هم‌اکنون در کشورهای پیشرفته کاربردی‌ترین نوع نظرسنجی، نظرسنجی اینترنتی است ولی در کشورهایی مانند پاکستان و افغانستان که امکانات نظرسنجی اینترنتی به صورت همگانی موجود نیست، اغلب از شیوه‌های کلاسیک نظرسنجی مانند پرسش و پاسخ یا مصاحبه استفاده می‌شود. در ایران نیز نظرسنجی‌هایی توسط مؤسسات تحقیقاتی و صدا و سیما در بیشتر مشارکت‌های عمومی صورت می‌پذیرد و نظر قشری از جامعه را منعکس می‌سازد.
اخیراً پیشرفت‌هایی در زمینهٔ برگزاری نظرسنجی‌های آنلاین به زبان فارسی حاصل شده‌است که این امکان را فراهم می‌آورد تا کاربران بتوانند فرم‌های نظرسنجی مورد نظرشان را به صورت برخط (آنلاین) ایجاد کنند و آن‌ها را بین افراد توزیع و نتایج را به‌صورت برخط مشاهده کنند. از جمله محاسن نظرسنجی‌های آنلاین می‌توان به موارد زیر اشاره کرد:
- جلوگیری از چاپ فرم‌های کاغذی و حفاظت از محیط زیست
- هزینهٔ پایین‌تر جهت ایجاد، توزیع و جمع‌آوری فرم‌های نظرسنجی
- سرعت بیشتر در جمع‌آوری و تحلیل داده‌های جمع‌آوری شده
- امکان دسته‌بندی کاربران بر اساس تاریخ و مکان تکمیل فرم‌ها
- امکان برگزاری نظرسنجی به صورت ناشناس ماندن پاسخ‌دهندگان
راه‌های بسیار زیادی برای انجام تحقیقات و جمع‌آوری اطلاعات وجود دارد، اما آسان‌ترین راه اجرای یک نظرسنجی است. نظرسنجی می‌تواند به عنوان یک مصاحبهٔ کوتاه یا بحث با افراد در مورد یک موضوع خاص تعریف شود. این تعریف مبهم است، بنابراین نیاز است که تعریف بهتری برای نظرسنجی داشته باشیم. نظرسنجی اغلب به معنی جمع‌آوری اطلاعات نیز تعریف می‌شود.
بهترین راه برای کسب اطلاعات، بازخورد برنامه و طرح‌های اجراشده و همچنین بهبود برنامهٔ نظرسنجی است. طراحی و پیاده‌سازی یک نظرسنجی فرآیندی سیستماتیک جهت جمع‌آوری اطلاعات در مورد موضوعی خاص با پرسیدن سؤال از افراد و پس از آن تعمیم نتایج به جمعیتی که از آن گروه‌های پاسخ دهندگان انتخاب شدند.

## روش‌ها
اطلاعات نظرسنجی‌ها با یکی از روش‌های زیر به‌دست می‌آید:
1. تماس با پاسخ‌دهندگان بالقوهٔ نظرسنجی (فردی، تلفن، ایمیل)
2. ارائهٔ سوالات نظرسنجی (نوشته شده، مصاحبه)
3. ضبط پاسخ نظرسنجی (دستی، الکترونیکی)

انتخاب هر کدام از گزینه‌های بالا به اهداف پژوهش و جدول زمانی و بودجهٔ تحقیقات نظرسنجی وابسته است.

## انواع
داده‌ها و اطلاعات مربوط به تحقیقات بازار و نظرسنجی‌ها از دو طریق به دست می‌آیند:
1. حضوری
2. الکترونیک

#### نظرسنجی حضوری
نظرسنجی حضوری را نظرسنجی شخصی یا چهره به چهره (Face-to-Face) نیز می‌نامند. وقتی که جمعیت هدف خاص مورد بررسی باشد و برای کشف پاسخ نیاز به دریافت اطلاعات بیشتر و عمیق‌تر داشته باشیم از این نوع نظرسنجی استفاده می‌کنیم.
بنابراین در نظرسنجی‌هایی که نیاز به بررسی و مشاهدهٔ رفتار دقیق پاسخ‌دهنده یا گروه پاسخ‌دهندگان باشد از نظرسنجی حضوری استفاده می‌کنیم. محققان روش مصاحبهٔ حضوری را به دلیل مزیت و دقت آن ارجح می‌دانند. اما قبل از انتخاب این روش لازم است معایب آن را هم بررسی کرد. علاوه بر این باید اصول مصاحبه و نظرسنجی حضوری یا چهره به چهره را فرا گرفت.

#### نظرسنجی آنلاین
نظرسنجی الکترونیک، امروزه در حوزه‌های تحقیقات بازار، منابع انسانی، فروش و بازاریابی، واحدهای آموزشی و … پرکاربرد و محبوب است. یکی از مزیت‌های این نوع نظرسنجی دسترسی راحت‌تر و سریع‌تر به پاسخ‌دهندگان و سیستم ساده‌تر برای تجزیه و تحلیل داده‌ها و حذف مراحل وقت‌گیر مثل ورود اطلاعات و داده‌ها است.
سامانه‌های ساخت نظرسنجی آنلاین، کمک می‌کنند که نظرسنجی‌های مورد نظر را به صورت آنلاین ایجاد کرد، آن را در جامعهٔ هدف توزیع کرده و نتیجه را در قالب نمودارها و شاخص‌های آماری مشاهده کرد. همچنین تحلیل پیشرفته‌تر نظرسنجی نیز قابل انجام است.

##### مزایای نظرسنجی آنلاین
1. کاهش هزینهٔ چاپ و توزیع پرسش‌نامه
2. افزایش سرعت در دریافت پاسخ‌ها
3. افزایش نرخ پاسخ‌دهی
4. بدون نیاز به ورود اطلاعات به صورت دستی
5. کاهش هزینهٔ نگهداری اطلاعات[۳]